# Wilgotnica zasadowa
Wilgotnica zasadowa Hygrocybe ingrata J.P. Jensen & F.H. Møller – gatunek grzybów z rodziny Hygrophoraceae.

## Systematyka i nazewnictwo
Pozycja w klasyfikacji według Index Fungorum: Hygrocybe, Hygrophoraceae, Agaricales, Agaricomycetidae, Agaricomycetes, Agaricomycotina, Basidiomycota, Fungi.
Po raz pierwszy takson ten opisali w 1945 r. J.P. Jensen i F.H. Møller. Synonimy:
- Hygrocybe ingrata f. minor J.P. Jensen & F.H. Møller 1945
- Neohygrocybe ingrata (J.P. Jensen & F.H. Møller) Herink 1958

Barbara Gumińska w 1997 r. nadała polską nazwę wilgotnica alkaliczna, Władysław Wojewoda w 2003 r. zarekomendował nazwę wilgotnica zasadowa.

## Morfologia
Owocniki są blaszkowcami, o wysokości do 110 mm, z kapeluszem mierzącym do 60 mm średnicy. Powierzchnia kapelusza jest gładka, sucha, często nierówna, płowożółta do żółtawobrązowej, z wiekiem ciemnieje do brązu. Blaszki są woskowate, grube, o kolorze kremowym lub bladobrązowawym. Trzon jest gładki, kremowy z wiekiem brązowawy, bez pierścienia. Po przecięciu białawy miąższ powoli staje się czerwonawo-brązowy i ma lekko „chemiczny” zapach. Wysyp zarodników jest biały, zarodniki (pod mikroskopem) gładkie, nie reagujące na jodynę, elipsoidalne, o wymiarach około 7 do 9 na 5 do 6,5,5 μm.

## Występowanie i siedlisko
Gatunek występuje w Europie, głównie na terenach zielonych „nieulepszonych” rolniczo. Zagrożenia dla jego siedlisk spowodowały, że gatunek został uznany za globalnie „narażony” na Czerwonej Liście Gatunków Zagrożonych IUCN. W Polsce W. Wojewoda w 2003 r. przytoczył 2 stanowiska, w tym jedno dawne (1900 r.), w późniejszych latach podano 3 następne.
Wilgotnica zasadowa jest szeroko rozpowszechniona, ale rzadka w całej Europie. Podobnie jak większość innych wilgotnic europejskich, występuje na starych, nieulepszonych rolniczo terenach zielonych o krótkiej murawie (pastwiska i trawniki).
Ostatnie badania sugerują, że wodnichowate o nieznanym wcześniej sposobie odżywiania nie są ani mykoryzowe, ani saprotroficzne, ale mogą być związane z mchami.

## Ochrona
Neohygrocybe ingrata jest typowym gatunkiem muraw wodnichowatych (Waxcap grassland), siedliska ginącego z powodu zmieniających się praktyk rolniczych. W rezultacie gatunek ten jest przedmiotem globalnych obaw związanych z ochroną i jest wymieniony jako „wrażliwy” na Czerwonej Liście Gatunków Zagrożonych IUCN. Gatunek znajduje się na krajowych czerwonych listach 13 krajów europejskich i jest uważany za (krytycznie) zagrożony w Chorwacji, Czechach, Danii, Finlandii, Francji, Niemczech, Litwie, Polsce i Szwajcarii.